# Episodi di Malcolm (quinta stagione)
La quinta stagione di Malcolm è andata in onda sul canale statunitense Fox dal 2 novembre 2003 al 23 maggio 2004. In Italia è stata trasmessa in chiaro da Italia 1 dal 22 aprile al 20 maggio 2005.
| nº | Titolo originale            | Titolo italiano               | Prima TV USA     | Prima TV Italia |
| -- | --------------------------- | ----------------------------- | ---------------- | --------------- |
| 1  | Vegas                       | Il sogno premonitore          | 2 novembre 2003  | 22 aprile 2005  |
| 2  | Watching The Baby           | L'appartamento segreto        | 9 novembre 2003  | 25 aprile 2005  |
| 3  | Goodbye Kitty               | Addio Kitty                   | 16 novembre 2003 | 26 aprile 2005  |
| 4  | Thanksgiving                | Il giorno del Ringraziamento  | 23 novembre 2003 | 27 aprile 2005  |
| 5  | Malcolm Films Reese         | Riprese compromettenti        | 30 novembre 2003 | 28 aprile 2005  |
| 6  | Malcolm's Job               | Il lavoro di Malcolm          | 7 dicembre 2003  | 29 aprile 2005  |
| 7  | Christmas Trees             | Un Natale difficile           | 14 dicembre 2003 | 1º maggio 2005  |
| 8  | Block Party                 | La Festa della strada         | 4 gennaio 2004   | 3 maggio 2005   |
| 9  | Dirty Magazine              | Anniversario di matrimonio    | 11 gennaio 2004  | 4 maggio 2005   |
| 10 | Hot Tub                     | L'idromassaggio               | 25 gennaio 2004  | 5 maggio 2005   |
| 11 | Ida's Boyfriend             | Il fidanzato di Ida           | 8 febbraio 2004  | 6 maggio 2005   |
| 12 | Softball                    | La squadra di softball        | 15 febbraio 2004 | 9 maggio 2005   |
| 13 | Lois' Sister                | La sorella di Lois            | 22 febbraio 2004 | 10 maggio 2005  |
| 14 | Malcolm Dates a Family      | Una nuova famiglia            | 14 marzo 2004    | 11 maggio 2005  |
| 15 | Reese's Apartment           | Il saggio di ammissione       | 21 marzo 2004    | 12 maggio 2005  |
| 16 | Malcolm visits College      | In visita al college          | 28 marzo 2004    | 16 maggio 2005  |
| 16 | Malcolm visits College      | In visita al college          | 28 marzo 2004    | 13 maggio 2005  |
| 17 | Polly in the Middle         | Rivali in amore               | 25 aprile 2004   |                 |
| 18 | Dewey's Special Class       | La nuova classe di Dewey      | 2 maggio 2004    | 18 maggio 2005  |
| 19 | Experiment                  | L'esperimento                 | 2 maggio 2004    | 17 maggio 2005  |
| 20 | Victor's Other Family       | La seconda famiglia di Victor | 9 maggio 2004    |                 |
| 21 | Reese Joins the Army Pt. I  | Arresti domiciliari (Pt. I)   | 16 maggio 2004   | 19 maggio 2005  |
| 22 | Reese Joins the Army Pt. II | Arresti domiciliari (Pt. II)  | 23 maggio 2004   | 20 maggio 2005  |

## Il sogno premonitore
- Titolo originale: Vegas
- Diretto da: Bryan Cranston
- Scritto da: Michael Glouberman, Andrew Orenstein

### Trama
Hal sogna di vincere alla slot-machine, così riscatta l'assicurazione sulla vita all'insaputa della moglie e convince la famiglia ad andare a Las Vegas.
Dewey sta accudendo un coniglio, Gordo, ma Reese lo nutre con cibi grassi facendogli raggiungere 40 kg di peso. A Las Vegas Dewey partecipa a una mostra per conigli, dove viene squalificato. Reese per sbaglio vende Gordo a un ristorante e i due fratelli devono fare di tutto per recuperare l'animale.
Malcolm dice a Lois che si vergogna della sua famiglia, così per riparare compra due biglietti per il concerto di Vincent Van Boone, idolo delle donne over 40.
Hal prova a giocare a tutto i casinò della città, e ci riesce solo all'ultimo: tuttavia il premio è un biglietto per due notti in un motel.
Nel frattempo, Francis svolge male alcuni suoi lavori al ranch e finisce in un pozzo che non aveva segnalato assieme a Otto. Verranno salvati dalle mogli.

## L'appartamento segreto
- Titolo originale: Watching The Baby
- Diretto da: Levie Isaacks
- Scritto da: Alex Reid

### Trama
Mentre Lois dorme profondamente, sfinita per le notti insonni, gli uomini di casa devono badare a Jamie. Mentre Hal va a comprare i pannolini, Reese, Malcolm e Stevie ricevono la visita di tre ragazze bellissime che, per fare ingelosire i ragazzi che le hanno scaricate, si sono dirette dai ragazzi più disgustosi della città: questo accade mentre Dewey è uscito a buttare un puzzolentissimo pannolino.
Hal va al Lucky Aide, ma siccome non ha soldi e ha trattato male Craig, quest'ultimo lo obbliga a lavorare per pagare i pannolini. Hal organizzerà una rivolta interna al supermercato.
Dewey si trova pertanto solo con Jamie e per farlo calmare gli racconta una favola in cui i loro genitori hanno un appartamento segreto dove conducono una vita da nababbi. Riesce a farlo addormentare.
Dopo un giro in limousine, proprio prima di poter baciare una delle ragazze, Reese trova nella propria tasca il ciuccio di Jamie e si ricorda di avere questa responsabilità: i tre ragazzi torneranno a casa.

## Addio Kitty
- Titolo originale: Goodbye Kitty
- Diretto da: James Simons
- Scritto da: Neil Thompson, Gary Murphy

### Trama
Malcolm deve giocare nella squadra di basket per disabili di Stevie, ma per sbaglio si alza in piedi dalla carrozzina facendosi notare dagli altri ragazzi disabili.
Kitty Kenarban ha divorziato dal marito da due mesi, ma quest'ultimo, iperprotettivo nei confronti del figlio, non riesce a dirglielo: quando Stevie lo scopre, entra in depressione.
Per spronare l'amico, Malcolm lo prende a pallonate e la scuola pensa che lo stia bullizzando (Stevie non reagisce perché depresso): per questo viene picchiato e costretto veramente alla carrozzina. Quando parteciperà alla partita, gli altri ragazzi disabili, credendolo perfettamente sano, lo bullizzeranno a loro volta.
Abe finalmente riuscirà a rimuovere il blocco che aveva parlando per la prima volta in modo onesto al figlio, che si riscuoterà.
Reese trova un vecchio diario di una misteriosa ragazza e lo legge rimanendone rapito: scoprirà che il diario era di Lois alle superiori.
Dewey assaggia un omogeneizzato e pretende di essere coccolato come un bebè.
Nel frattempo, Francis e Otto devono uccidere un cavallo, ma non riescono perché troppo sensibili: il cavallo si strozzerà mangiando una carota.
Guest star : Edmund Lowe (Danny's vocco in cameo)

## Il giorno del Ringraziamento
- Titolo originale: Thanksgiving
- Diretto da: David D'Ovidio
- Scritto da: Matthew Carlson

### Trama
Per la cena del Ringraziamento, Reese vuole che tutto sia perfetto arrivando a maltrattare Hal e Dewey. Effettivamente, a cena, gli ottimi cibi cancelleranno dalle teste della famiglia tutti i motivi di litigio.
Francis e Piama sono a casa per il festeggiamento, ma c'è aria di crisi nel loro matrimonio. Lois cercherà di aiutarli, ma Hal pensa che sia tutto un machiavellico piano della moglie per farli separare.
Malcolm invece partecipa a una festa dove flirta, e poi bacia Kirsten. I due ragazzi si ubriacheranno e lei vorrebbe copulare, ma Malcolm torna a casa: qui si presenterà alla famiglia ubriaco e vomiterà nel tacchino. Francis si complimenterà con lui per non aver approfittato di una ragazza ubriaca.
Guest star: Alessandra Torresani (Kirsten), Marshall Allman (Dylan) e Luise Rainer (Bertha Dempsie)

## Riprese compromettenti
- Titolo originale: Malcolm Films Reese
- Diretto da: Levie Isaacks
- Scritto da: Dan Kopelman

### Trama
Il professor Herkabe convince Malcolm a riprendere segretamente Reese, mettendolo poi in ridicolo davanti alla scuola (si scopre che Reese in realtà è estremamente sensibile). Malcolm rimedierà frugando nelle schede disciplinari di tutti gli studenti e comunicando a tutti i segreti racchiusi in esse.
Dewey marina la scuola per andare in strada a fare degli incredibili giochi di prestigio e guadagnando così centinaia di dollari che nasconderà in un vaso in casa.
Al lavoro Hal pensa che l'azienda stia per compiere una fusione, e che le azioni che aveva comprato varranno presto un sacco di soldi, così ordina una nuova lavatrice. Ma si scopre presto che in realtà tutti i dirigenti sono stati arrestati. La coppia è disperata, ma Lois per sbaglio rompe il vaso dove Dewey aveva nascosto i suoi soldi, e riescono a comprare una nuova lavatrice.
Nel frattempo al Grotto hanno problemi con un critico che giudica in modo pesantemente negativo l'albergo.

## Il lavoro di Malcolm
- Titolo originale: Malcolm's Job
- Diretto da: Steve Welch
- Scritto da: Maggie Bandur

### Trama
Lois fa assumere Malcolm al Lucky Aide, e qui il ragazzo scopre un lato nascosto della madre (che qui viene chiamata Baldoria): è estremamente rispettosa delle decisioni dei superiori, non si ribella mai arrivando anche a fare segnalazioni sul figlio, cosa che gli farà ridurre la paga oraria. Malcolm scopre anche che la madre fuma (due sigarette al giorno), ma Lois gli chiede di non dirlo al marito, che tornerebbe invece a fumare pesantemente.
Reese trova invece lavoro in un mattatoio, dove guadagna un sacco di denaro.
Hal partecipa a un corso papà-figli della stralunatissima baby-sitter Polly: qui finisce col fare scommesse con gli altri padri che coinvolgono i figli neonati: chi ha il pannolino più pesante, chi riesce a stare seduto per più tempo, fino a una specie di curling con bebè.
Dewey è scocciato di essere vessato da Malcolm e Reese e di essere ignorato dai genitori, così parte da solo per il Grotto in cerca di attenzioni da parte di Francis.

## Un Natale difficile
- Titolo originale: Christmas Trees
- Diretto da: Steve Love
- Scritto da: Alex Reid

### Trama
L'azienda dove lavora Hal lo manda in vacanza non pagata: per rimediare alla carenza di soldi, lui si mette in società coi tre figli per vendere alberi di Natale: partiti in quarta convinti di guadagnare tantissimo, incontreranno un sacco di problemi che li uniranno come famiglia ma faranno guadagnare spiccioli.
Al Lucky Aide uno scoiattolo morde Craig e i dipendenti si mobilitano per catturare l'animale.
Nel frattempo, al Grotto, Francis e Piama scoprono che anche la famiglia di Otto, venuta al ranch per Natale, è molto litigiosa.

## La Festa della strada
- Titolo originale: Block Party
- Diretto da: Levie Isaacks
- Scritto da: Rob Ulin

### Trama
La famiglia torna dalla vacanza prima del previsto, e scopre che nel quartiere organizzano ogni anno una festa di strada per la loro partenza: a quanto pare tutti li odiano.
Reese, aiutato da Dewey, convince dei bambini a farsi picchiare in cambio di denaro, ma il progetto andrà a monte.
Malcolm aiuterà un uomo a traslocare, ma scoprirà presto che era in realtà un ladro: si dispera, e all'arrivo di un poliziotto descrive minuziosamente tutta la refurtiva che però era materiale per falsificare certificati azionari, facendo così arrestare i veri inquilini della casa.
Lois e Hal partecipano a una gara di mangiatori di kielbasa, vincendo a pari merito sotto gli applausi scroscianti del quartiere.
Nel frattempo, Francis deve raccogliere il seme di un toro con un'improbabile struttura metallica simile a una vacca che la bestia avrebbe dovuto montare.

## Anniversario di matrimonio
- Titolo originale: Dirty Magazine
- Diretto da: Bryan Cranston
- Scritto da: Eric Kaplan

### Trama
Malcolm scrive sul giornalino scolastico, la Nave di Cristallo, e una ragazza gli chiede di pubblicare un racconto pieno di volgarità. Il preside vieta di pubblicare il racconto senza censure: Malcolm chiede informazione all'Unione per i Diritti Civili, ma questi travisano facendo causa alla scuola. Il preside impone un aut aut a Malcolm: o rifiuta di pubblicare quel racconto o ogni attività scolastica sarà soppressa per pagare la causa. Malcolm accetterà, ma fonderà una nuova rivista indipendente dove pubblicherà il racconto senza censure.
Lois obbligherà Hal a flirtare con il nuovo capo, un'attraente donna, per tenersi il posto di lavoro.
Nel frattempo Francis insegna a Otto a ballare il valzer per festeggiare con Gretchen l'anniversario di matrimonio.

## L'idromassaggio
- Titolo originale: Hot Tub
- Diretto da: James Simons
- Scritto da: Andy Bobrow

### Trama
Hal compra un idromassaggio convincendo la famiglia, esclusa Lois, a usarlo. Tuttavia Lois stessa vorrà provarlo all'insaputa degli altri. Alla fine l'acqua dell'idromassaggio diventerà un pantano.
Malcolm prende il foglio rosa: per provare a guidare accompagna Polly "per fare un salto al Lucky Aide": in realtà la donna doveva recuperare un'urna contenente le ceneri di sua madre dalla casa del suo ex ragazzo Danny. Dopo poco si scoprirà che l'urna contiene anche le ceneri del padre di Danny, più quelle del loro cane e del loro gatto. Malcolm le butterà fuori dal finestrino dell'auto.
Dewey fa amicizia con Noah, ma il bambino in realtà voleva solo conoscere Reese per farsi poi difendere da lui.
Nel frattempo, al Grotto, Otto ha un incidente e gli torna in mente il nome di un ex spasimante di Gretchen, Manfred Shmidth: siccome Otto, da quando ha ricordato quel nome, ha un incidente dopo l'altro, Francis organizza un incontro tra Gretchen e Manfred. Quest'ultimo però si presenta come un uomo pieno di soldi, elegante e sofisticato, e soprattutto convinto di poter riavere il cuore della donna. Francis con una scusa lo allontanerà per evitare che Gretchen si rinnamori di lui.

## Il fidanzato di Ida
- Titolo originale: Ida's Boyfriend
- Diretto da: Peter Lauer
- Scritto da: Neil Thompson

### Trama
Malcolm si fa il piercing alla lingua e fa di tutto per non pronunciare la "S", che lo metterebbe nei guai con i genitori.
Ida si presenta in casa dicendo che si sta per risposare con un certo Mister Li, un cinese raffinato, gentile ed educato: la famiglia si chiederà come abbia fatto a innamorarsi della nonna. Al matrimonio Malcolm scoprirà che il trucco stava nelle enormi quantità di oppiacei che lei versava nel tè del fidanzato, che si riprende sul più bello e si allontana dall'altare. Mentre tutta la famiglia è drogata da Ida, Malcolm confesserà la presenza del piercing e verrà punito, ma non sgridato.
Dewey non sopporta più Reese, e per ripicca finge di non vederlo.
Nel frattempo, al Grotto, viene assunta una scalcagnata compagnia teatrale che mette in scena una ridicola cena con delitto, ma dando fastidio agli ospiti che se ne vanno in massa. Otto non riesce a cacciarli perché vuole dare una possibilità a chiunque, così paga dei finti clienti per applaudire la compagnia.

## La squadra di softball
- Titolo originale: Softball
- Diretto da: Ken Kwapis
- Scritto da: Michael Glouberman

### Trama
Malcolm finisce nella squadra di softball del Lucky Aide, allenata da Lois, che non fa altro che dargli consigli soffocandolo: il ragazzo, d'altro canto, non è un bravo giocatore.
Hal cerca un lavoro in vista del possibile fallimento della sua azienda, ma il colloquio è ai limiti dell'assurdo e probabilmente si trattava di un'agenzia governativa segreta.
Francis è a casa per litigare con Lois sul fatto che lui non sia un ragazzo pigro.
Dewey convince Reese a tentare di battere un record di Francis: il numero di tavolette da water rubate dalla discarica. La discarica però è sorvegliata da cani ferocissimi. Reese tenta il colpo e batte il record di Francis, il quale, per mantenere il record, cerca a sua volta di battere quello del fratello.

## La sorella di Lois
- Titolo originale: Lois' Sister
- Diretto da:
- Scritto da:

### Trama
Susan, la sorella minore di Lois ed ex ragazza di Hal, viene in visita alla famiglia: qui regala a Jamie un buono del tesoro da 5000 dollari, a Dewey una macchina per lo zucchero filato e a Malcolm e Reese la sua Mustang. Lois e Hal sono imbarazzatissimi, ma Susan fa tutto questo solo per risultare migliore di Lois, con la quale è in lotta da quando le ha rubato Hal. Lois scopre però che Susan ha una disfunzione renale e decide di donarle un rene.
I due genitori vietano ai ragazzi di guidare la Mustang togliendole il motore, ma Reese ha un'idea per andare a una festa al lago: fa spingere l'auto fino a una discesa e da lì arrivano alla festa in grande spolvero. Tuttavia, all'arrivo della polizia non possono spostare l'auto mettendo nei guai tutti gli altri e diventando per l'ennesima volta gli zimbelli della città.
Nel frattempo, al Grotto, Francis deve badare a un gruppo di agguerrite scout.

## Una nuova famiglia
- Titolo originale: Malcolm Dates a Family
- Diretto da: David D'Ovidio
- Scritto da: Gary Murphy

### Trama
Malcolm conosce una ragazza, Angela, e per poter uscire con lei è costretto a conoscere la sua numerosa famiglia, con la quale fa subito amicizia arrivando a frequentare sempre meno la propria.
Lois inizia una battaglia contro la pizzeria "Da Luigi", che faceva pagare inconsapevolmente una mancia inclusa nel conto. Hal, Reese e Dewey sono abbattuti, perché la pizza di Luigi è ottima ed era un momento di pace familiare. Dopo varie discussioni, Lois segnala la pizzeria a "mi manda Clyde".
Nel frattempo, al Grotto, Francis ha un nuovo assistente di cui si approfitterà finendo col dimenticare come fare semplici gesti quotidiani. Pertanto l'assistente verrà licenziato.

## Il saggio di ammissione
- Titolo originale: Reese's Apartment
- Diretto da: David Grossman
- Scritto da: Dan Kopelman

### Trama
Malcolm deve aiutare un ragazzo stupido, ma ottimo giocatore di football, a scrivere un saggio d'ammissione per il college. In un primo momento glielo scriverà direttamente lui, ma poi si pentirà. Il ragazzo sarà costretto a scriverne uno di suo pugno, che risulterà un testo indecente, ma vista la sua bravura a football lo accetteranno comunque.
Reese ne combina una delle sue, talmente grossa che non viene neanche nominata: per questo verrà cacciato di casa. Troverà un ottimo appartamento, si responsabilizzerà e migliorerà i suoi voti. Hal e Lois si faranno un esame di coscienza e praticheranno l'ascolto attivo su Malcolm, ma malamente, e l'esperimento fallirà. Alla fine Reese tornerà a casa perché ha speso più di diecimila dollari tramite carte di credito.

## In visita al college
- Titolo originale: Malcolm visits College
- Diretto da: Peter Lauer
- Scritto da: David Wright

### Trama
Malcolm deve andare in visita a un college, ma Lois pretenderà di essere presente durante la visita (che prevede anche una notte lì). Qui si scontreranno con l'RP (responsabile di piano), Lois prima capirà di aver esagerato con il controllo sul figlio ma quando i fatti capitoleranno si ricrederà.
Dewey si scopre un talento per la musica e chiede al padre un pianoforte, che gli nega. Così il bambino ruba da casa oggetti di varia natura per costruire una specie di organo a canne e dimostrare al padre di saper veramente suonare.
Reese conosce una ragazza che sembra essere un'ex tossicodipendente, e si finge lui stesso tale: ma dopo un esame di coscienza decide di non vederla più. Lei crede che Reese spacci droga, ed essendo un'agente della narcotici in incognito, va a casa sua e arresta Hal.
Nel frattempo, al Grotto, Francis e Otto istituiscono un asilo per bambini per permettere ai genitori un po' di privacy: il progetto andrà a monte quando Otto servirà ai bambini del limoncello.

## Rivali in amore
- Titolo originale: Polly in the Middle
- Diretto da: Steve Love
- Scritto da: Matthew Carlson

### Trama
Craig e Abe conoscono Polly: mentre Hal fa da cupido per Abe, Lois fa lo stesso con Craig. Polly esce comunque con entrambi perché non sa decidersi, ma a una fiera sportiva i tre si incontrano e i due uomini "lottano" tra di loro. Mentre Polly, Hal e Lois assistono alla scena, Jamie si allontana percorrendo la fiera gattonando passando addirittura in una tubatura d'aerazione.
Dewey ha una felpa che ritiene fortunata, e incontra lo scetticismo di Malcolm sull'esistenza della fortuna. Alla fiera sportiva, Dewey scommette con Malcolm di poter vincere una palla firmata da Reggie Jackson: Malcolm va in crisi, toglie la felpa al fratello e mentre lottano assieme a Reese per la felpa, essa fa fortuitamente da materassino per Jamie, caduto dal tubo d'aerazione.
Alla fine, Polly, tra Craig e Abe sceglierà il suo lavoro di baby sitter. I due uomini diventano ottimi amici.
Nel frattempo, al Grotto, Francis deve combattere contro Piama che lo coccola davanti ai lavoranti, fissati con il machismo.

## La nuova classe di Dewey
- Titolo originale: Dewey's Special Class
- Diretto da: David D'Ovidio
- Scritto da: Maggie Bandur

### Trama
Dewey deve essere sottoposto ad un test di intelligenza perché considerato potenzialmente geniale dalla consulente scolastica. Malcolm però vuole evitare che venga considerato un emarginato, quindi convince Dewey a rispondere alle domande del test come farebbe Reese: Dewey però viene giudicato emotivamente disturbato e viene inserito in una classe speciale per psicolabili. Malcolm tenta di risolvere la situazione all'insaputa di Lois. Dewey finirà col fare una piccola rivoluzione interna.
Hal intanto partecipa insieme a Craig a una gara di ballo alla sala giochi.
Reese intanto vuole dimostrare a sé stesso e alla famiglia di essere un genio in qualcosa, rimediando soltanto ferite e contusioni.

## L'esperimento
- Titolo originale: Experiment
- Diretto da: Bryan Cranston
- Scritto da: Alex Reid

### Trama
Malcolm e Stevie hanno intenzione di partecipare a un concorso scientifico creando un nuovo tipo di enzima. Reese si offre di collaborare all'esperimento ma viene sottovalutato da Malcolm. Casualmente si rende essenziale alla riuscita dell'esperimento, ma si scoprirà che tutto era causato alla presenza di asbesto (amianto) nel soffitto.
Dewey viene obbligato dai genitori a vendere tavolette di cioccolata porta a porta per la scuola: ci riuscirà ma truffando tutti.
Nel frattempo, al Grotto, Francis vuole salvare Ralph, un maialino che deve essere abbattuto.

## La seconda famiglia di Victor
- Titolo originale: Victor's Other Family
- Diretto da: David Grossman
- Scritto da: Eric Kaplan

### Trama
Lois viene contattata da Roberta, figlia di Victor in un altro matrimonio: va a trovarla in Canada assieme a Malcolm, Reese e Jamie. Qui scopre che Victor ha sempre dedicato più attenzioni e denaro a questa famiglia che alla loro, e la differenza tra le due famiglie è la madre: la cattiva, cinica e invadente Ida da una parte e la gentile, amorevole e accogliente Silvia dall'altra.
Malcolm si trova benissimo a parlare con Jerome, figlio di Roberta, un altro genio a cui si trova affine ma molto più popolare e amato. Invece Reese, andando a caccia, sconvolge l'altro figlio di Roberta.
Lois, tramite un test del DNA scopre che Victor non è il suo padre genetico, ma lo accetta comunque. La famiglia torna infine a casa.
Hal e Dewey intanto dovrebbero partecipare a una gara di corsa padre-figlio, ma Hal, per un incidente, partecipa bendato.

## Arresti domiciliari (Pt. I)
- Titolo originale: Reese Joins the Army Pt. I
- Diretto da: Steve Love
- Scritto da: Andy Bobrow

### Trama
L'azienda di Hal è indagata per truffe e reati pecuniari: Hal stesso viene contattato dai federali per testimoniare contro un collega che avrebbe truffato l'azienda, ma l'uomo non vuole dire falsità. Per questo il collega stesso lo accuserà, e Hal sarà costretto ai domiciliari con un collare elettronico alla caviglia. Un informatore gli chiede di vedersi in biblioteca per passargli informazioni, così Malcolm costruisce un dispositivo che disturba il segnale del collare, che Hal si porta in uno zainetto. L'uomo deve però lasciare il tutto fuori dalla biblioteca e all'uscita è costretto a fingersi artificiere per non dover dare spiegazioni a un agente.
Reese dichiara il suo amore verso la sua nuova ragazza, Beth, che però vuole lasciarlo per Malcolm. Reese, deluso, si arruola nell'esercito fingendo di essere maggiorenne. Diventerà un soldato perfetto.
Lois dovrà farsi carico del peso della situazione, ma per un madornale errore viene licenziata. Malcolm, Francis e Piama cercano inutilmente di supportarla.
Dewey, ignorato da tutti come al solito, vince il primo premio di una gara musicale di giovani talenti (prendendo tranquillamente l'aereo da solo).

## Arresti domiciliari (Pt. II)
- Titolo originale: Reese Joins the Army Pt. II
- Diretto da: Peter Lauer
- Scritto da: Andrew Orenstein

### Trama
Hal riesce a scappare con il suo zainetto eludendo tutti i poliziotti accorsi in suo aiuto.
Il processo inizia, ma anche il suo Uomo Misterioso lo accusa di truffa ai danni dell'azienda. Viene fornito un elenco di date di molti anni addietro in cui Hal avrebbe compiuto determinate azioni illegali.
Lois impazzisce del tutto e inizia a fare centinaia di maialini con le confezioni di detersivi.
A Malcolm viene in mente una cosa: ogni data fornita al processo era un venerdì, e Hal, a quanto pare, non è mai andato al lavoro di venerdì, e biglietti, foto e documenti attestano la sua partecipazione a parchi acquatici, balletti e gare di kart. L'uomo è assolto, Lois rinsavisce, ma ora entrambi i genitori sono disoccupati.
Reese è ancora nell'esercito: è diventato un perfetto soldato non pensante e conduce con successo un'esercitazione militare. Per questo viene "premiato" e mandato in Afghanistan.